# Whitfield Crane

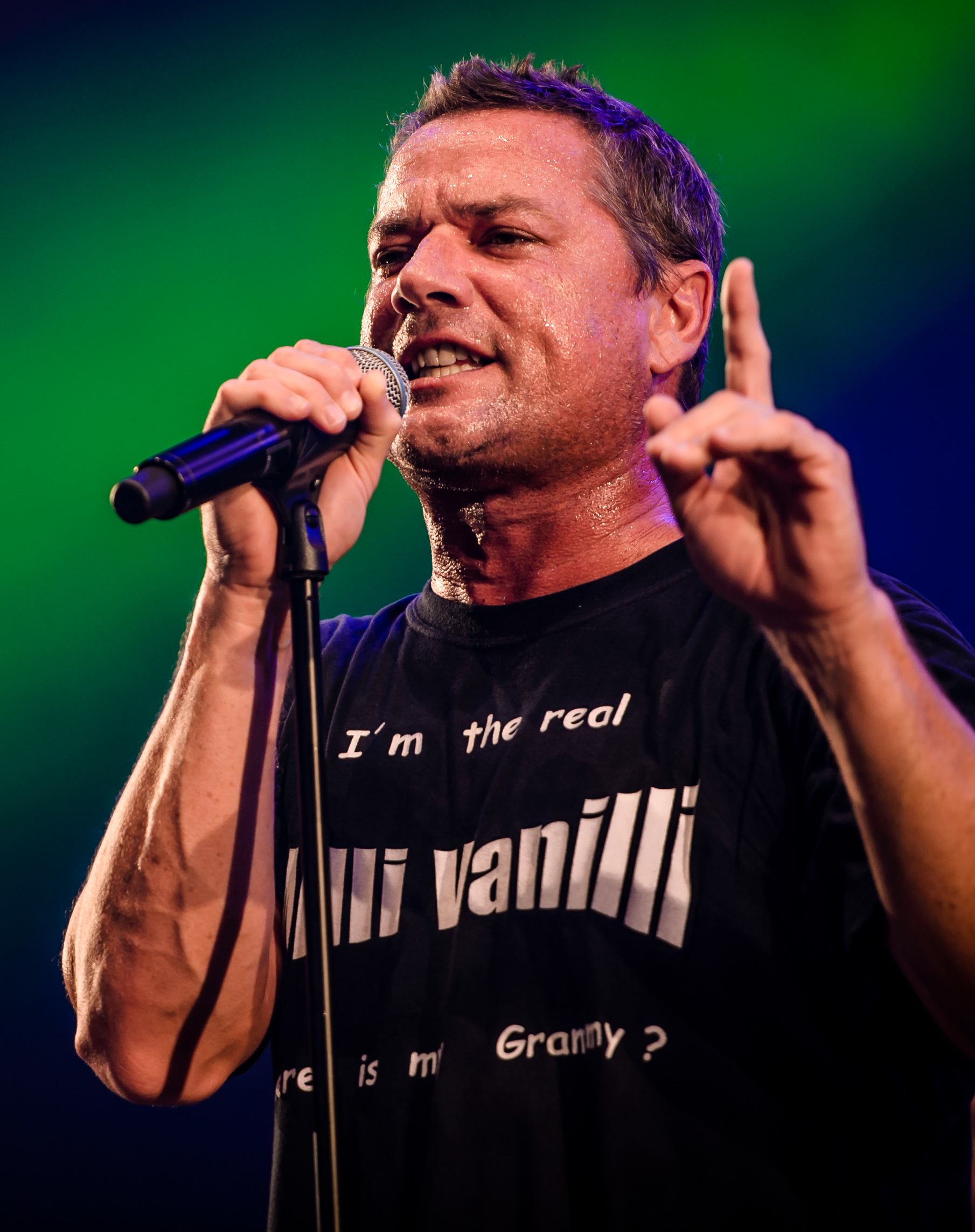
Whitfield Crane beim Wacken Open Air 2017

Whitfield Crane IV (* 19. Januar 1968 in Palo Alto, Kalifornien) ist ein US-amerikanischer Sänger, der für die Bands Ugly Kid Joe, Life of Agony, Medication und Another Animal tätig war bzw. ist.

## Werdegang
Crane wurde bekannt als Gründungsmitglied, Sänger und Frontmann von Ugly Kid Joe, die sich 1989 formierten und 1997 auflösten, 2010 aber wieder neu formierten. Im Anschluss an die Auflösung von Ugly Kid Joe 1997 war Crane einige Zeit lang für Life of Agony tätig.
Schließlich gründete er mit Logan Mader Medication, die sich allerdings 2003 wieder auflösten. 2006 gründete er mit Ex-Ugly-Kid-Joe-Schlagzeuger Shannon Larkin und anderen Godsmack-Mitgliedern (außer Sully Erna) ein weiteres Projekt namens Another Animal, mit denen er 2007 ein Album veröffentlichte.
Seit 2018 ist Whitfield Crane neben Ugly Kid Joe auch als Frontmann und Sänger der Band Yellowcake tätig.
Über die Jahre wirkte Crane auf diversen Kompilations- bzw. Tributalben mit. So sang er 2000 Reaching Out auf dem Tributalbum für den verstorbenen Snot-Sänger Lynn Strait. Zudem hatte er 2005 einen Cameo-Auftritt im Film Ellie Parker. Auch bei Motörheads 25 & Alive: Boneshaker ist er zu sehen.

## Kompilationen
- 1994 Born to Raise Hell / Motörhead with Ice-T and Whitfield Crane – Single, Airheads Original Soundtrack
- 1996 Burnin' Up / Doom Squad – A Tribute to Judas Priest: Legends of Metal Vol. 1
- 1997 Voodoo Brother / Glenn Tipton – Baptizm of Fire
- 1998 Live Wire, Ride On / The Sensational Whitskiteer Band – Thunderbolt: A Tribute To AC/DC
- 2000 Live Wire (Wired Remix) / Remixed to Hell: AC/DC Tribute
- 2000 Reaching Out / Strait Up: A Tribute to Lynn Strait
- 2001 Sanitarium / Metallic Assault: A Tribute to Metallica
- 2002 Lord of Thighs / One Way Street: A Tribute to Aerosmith
- 2004 Master of Puppets / Metallic Attack: The Ultimate Tribute